# Mepachymerus longicollis
Mepachymerus longicollis är en tvåvingeart som först beskrevs av Becker 1910.  Mepachymerus longicollis ingår i släktet Mepachymerus och familjen fritflugor. Inga underarter finns listade i Catalogue of Life.